# Sarcocapnos pulcherrima
Sarcocapnos pulcherrima är en vallmoväxtart som beskrevs av C. Morales, A.T. Romero-garcía. Sarcocapnos pulcherrima ingår i släktet Sarcocapnos och familjen vallmoväxter. Inga underarter finns listade i Catalogue of Life.